# Óscar Rodas
Óscar Rodas (Bogotá, Colombia, 14 de julio de 1987) es un futbolista colombiano. Juega como delantero. Actualmente juega para el Altitude FC de la Liga Premier de Belice.

## Trayectoria

### Independiente Santa Fe
Óscar Rodas se formó como futbolista en las divisiones inferiores de Independiente Santa Fe, y debutó como profesional en el 2002. En Santa Fe se destacó durante su primera etapa en el expreso rojo por sus goles y su entrega con la camiseta albirroja. Con Santa Fe, quedó subcampeón delTorneo Apertura del 2005. En el 2006 jugaría la Copa Libertadores de América, llegando hasta los octavos de final. Su primera etapa en el rojo bogotano fue hasta el 2007. Independiente Santa Fe lo prestaría al Expreso Rojo donde jugaría año y medio anotando 4 goles (2 en la B y 2 en Copa Colombia). En el 2009, Rodas fue a jugar Juventud Soacha donde juega 30 partidos y anotó 16 goles, como parte del convenio de Santa Fe con el club de Soacha para foguear sus jugadores jóvenes. Para el segundo semestre, ganó la Copa Colombia 2009, siendo importante en el onceno cardenal. En el 2010 Juventud Soacha cambiaría de nombre y pasaría a llamarse Juventud Girardot, y Óscar seguiría jugando para ese club ese año jugó 9 partidos de la B anotando 4 goles y en copa juega 1 partido y anota 1 gol. 
Para el 2011, Rodas volvería a Independiente Santa Fe, donde tuvo buenas actuaciones en la liga, en la copa, y en la Copa Sudamericana, anotando 4 goles que llevarían a Santa Fe hasta los cuartos de final. En 2012, su último año jugando en el club de sus amores, ganó el Torneo Apertura, terminando los 36 años y medio de sequía de títulos de liga que vivía el equipo rojo de la capital colombiana. Así, Óscar Eduardo se metió en la historia del club, y en el corazón de la hinchada santafereña.

### Tolima, Once Caldas y Envigado
Tras coronarse campeón con el equipo del cual es hincha, se fue a jugar a Ibagué, para jugar a préstamo en el Deportes Tolima, donde jugaría unos meses. Después pasó a jugar también como cedido al Once Caldas, donde jugaría unos partidos. Finalmente, Óscar terminaría el año jugando para el Envigado F.C., en donde jugaría hasta mediados del año 2014, y en donde fue el goleador del apertura 2014 con 10 goles.

### Bolívar de La Paz
En junio del 2014, Rodas volvió a Bogotá, para hacer la pretemporada con Santa Fe, ya que todavía tenía contrato con el expreso rojo. Sin embargo, se presentó una oferta para ir a jugar a Bolivia al Club Bolívar de La Paz. 
En Bolívar, Óscar tuvo buenas actuaciones, y se terminó coronando campeón del apertura 2014.

### Águilas Doradas
Para el 2015, Rodas vuelve a Colombia, para jugar en Águilas Doradas, donde jugó varios partidos e hizo goles. Recibió un golpe que lo alejó de las canchas, pero después vuelve a integrarse al equipo de Rionegro, equipo con el cual juega actualmente.

### Zamora F.C.
En julio de 2017 es presentado como nuevo jugador del Zamora Fútbol Club de la Primera División de Venezuela. Marca sus primeros dos goles el 20 de agosto en el empate a dos goles frente Deportivo Anzoategui.

### Boyacá Chicó
Para el II semestre, el Boyacá Chicó aceptó la compra del delantero, por parte de su máximo accionista, para jugar la Categoría Primera A.

## Clubes
| Club              | País        | Año           |
| ----------------- | ----------- | ------------- |
| Santa Fe          | Colombia    | 2002 - 2007   |
| Expreso Rojo      | Colombia    | 2007 - 2008   |
| Juventud Soacha   | Colombia    | 2009          |
| Juventud Girardot | Colombia    | 2010          |
| Santa Fe          | Colombia    | 2010 - 2012   |
| Deportes Tolima   | Colombia    | 2013          |
| Once Caldas       | Colombia    | 2013          |
| Envigado F. C.    | Colombia    | 2014          |
| Club Bolívar      | Bolivia     | 2014          |
| Águilas Doradas   | Colombia    | 2015          |
| Deportivo Pereira | Colombia    | 2016 - 2017   |
| Zamora            | Venezuela   | 2017          |
| Boyacá Chicó      | Colombia    | 2018          |
| FAS               | El Salvador | 2019          |
| Panamá Oeste      | Panamá      | 2022          |
| Altitude FC       | Belice      | 2023-presente |

## Estadísticas
| Club                         | Div.          | Temporada     | Liga  | Liga  | Copas nacionales | Copas nacionales | Copas internacionales | Copas internacionales | Total | Total |
| Club                         | Div.          | Temporada     | Part. | Goles | Part.            | Goles            | Part.                 | Goles                 | Part. | Goles |
| ---------------------------- | ------------- | ------------- | ----- | ----- | ---------------- | ---------------- | --------------------- | --------------------- | ----- | ----- |
| Santa Fe · Colombia          | 1.ª           | 2002-07       | 33    | 0     | ―                | ―                | —                     | —                     | 33    | 0     |
| Santa Fe · Colombia          | 1.ª           | 2010          | 14    | 1     | 4                | 0                | 6                     | 1                     | 24    | 2     |
| Santa Fe · Colombia          | 1.ª           | 2011          | 34    | 13    | 8                | 4                | 8                     | 4                     | 50    | 21    |
| Santa Fe · Colombia          | 1.ª           | 2012          | 32    | 3     | 7                | 0                | ―                     | ―                     | 39    | 3     |
| Santa Fe · Colombia          | Total club    | Total club    | 113   | 17    | 19               | 4                | 14                    | 5                     | 146   | 26    |
| Expreso Rojo · Colombia      | 2.ª           | 2007-08       | 24    | 2     | 6                | 2                | —                     | —                     | 30    | 4     |
| Expreso Rojo · Colombia      | Total club    | Total club    | 24    | 2     | 6                | 2                | 0                     | 0                     | 30    | 4     |
| Juventud Soacha · Colombia   | 2.ª           | 2009          | 30    | 16    | ―                | ―                | —                     | —                     | 30    | 16    |
| Juventud Soacha · Colombia   | Total club    | Total club    | 30    | 16    | 0                | 0                | 0                     | 0                     | 30    | 16    |
| Juventud Girardot · Colombia | 2.ª           | 2010          | 9     | 4     | 1                | 1                | —                     | —                     | 10    | 5     |
| Juventud Girardot · Colombia | Total club    | Total club    | 9     | 4     | 1                | 1                | 0                     | 0                     | 10    | 5     |
| Deportes Tolima · Colombia   | 1.ª           | 2013          | 16    | 1     | 9                | 1                | 4                     | 0                     | 29    | 2     |
| Deportes Tolima · Colombia   | Total club    | Total club    | 16    | 1     | 9                | 1                | 4                     | 0                     | 29    | 2     |
| Once Caldas · Colombia       | 1.ª           | 2013          | 16    | 1     | ―                | ―                | —                     | —                     | 16    | 1     |
| Once Caldas · Colombia       | Total club    | Total club    | 16    | 1     | 0                | 0                | 0                     | 0                     | 16    | 1     |
| Envigado FC · Colombia       | 1.ª           | 2014          | 19    | 10    | ―                | ―                | —                     | —                     | 19    | 10    |
| Envigado FC · Colombia       | Total club    | Total club    | 19    | 10    | 0                | 0                | 0                     | 0                     | 19    | 10    |
| Club Bolívar · Bolivia       | 1.ª           | 2014          | 14    | 4     | ―                | ―                | 2                     | 0                     | 16    | 4     |
| Club Bolívar · Bolivia       | Total club    | Total club    | 14    | 4     | 0                | 0                | 2                     | 0                     | 16    | 4     |
| Águilas Doradas · Colombia   | 1.ª           | 2015          | 23    | 2     | 1                | 0                | 3                     | 0                     | 27    | 2     |
| Águilas Doradas · Colombia   | Total club    | Total club    | 23    | 2     | 1                | 0                | 3                     | 0                     | 27    | 2     |
| Deportivo Pereira · Colombia | 1.ª           | 2016          | 3     | 0     | ―                | ―                | —                     | —                     | 3     | 0     |
| Deportivo Pereira · Colombia | 1.ª           | 2017          | 6     | 0     | 5                | 1                | ―                     | ―                     | 11    | 1     |
| Deportivo Pereira · Colombia | Total club    | Total club    | 9     | 0     | 5                | 1                | 0                     | 0                     | 14    | 1     |
| Zamora FC · Venezuela        | 1.ª           | 2017          | 5     | 2     | 3                | 1                | —                     | —                     | 8     | 3     |
| Zamora FC · Venezuela        | Total club    | Total club    | 5     | 2     | 3                | 1                | 0                     | 0                     | 8     | 3     |
| Boyacá Chicó · Colombia      | 1.ª           | 2018          | 7     | 0     | ―                | ―                | —                     | —                     | 7     | 0     |
| Boyacá Chicó · Colombia      | Total club    | Total club    | 7     | 0     | 0                | 0                | 0                     | 0                     | 7     | 0     |
| FAS · El Salvador            | 1.ª           | 2019          | 7     | 0     | ―                | ―                | —                     | —                     | 7     | 0     |
| FAS · El Salvador            | Total club    | Total club    | 7     | 0     | 0                | 0                | 0                     | 0                     | 7     | 0     |
| Panamá Oeste · Panamá        | 1.ª           | 2022          | 1     | 1     | ―                | ―                | —                     | —                     | 1     | 1     |
| Panamá Oeste · Panamá        | Total club    | Total club    | 1     | 1     | 0                | 0                | 0                     | 0                     | 1     | 1     |
| Total carrera                | Total carrera | Total carrera | 293   | 60    | 44               | 10               | 23                    | 5                     | 360   | 75    |

## Palmarés

### Campeonatos nacionales
| Título          | Club         | País      | Año  |
| --------------- | ------------ | --------- | ---- |
| Torneo Apertura | Santa Fe     | Colombia  | 2012 |
| Torneo Apertura | Club Bolívar | Bolivia   | 2014 |
| Torneo Apertura | Zamora       | Venezuela | 2018 |

### Distinciones individuales
| Distinción                          | Año           |
| ----------------------------------- | ------------- |
| Goleador de la Primera B (11 goles) | Apertura 2009 |